# Јосиф Срдановић
Јосиф Срдановић (Крагујевац, 18. април 1884 — Ниш, 1955) био је српски и југословенски позоришни глумац и редитељ. Своје најбоље стваралачке године посветио је тада новооснованом Народном позоришту краљ Александар Први у Скопљу, чији је управник био Бранислав Нушић.

## Рани живот
О животу Јосифа Срдановића нема пуно података. Родио се у Крагујевцу, где је завршио средњу школу при Војно техничком заводу.
Међутим, још као врло млад почео је да се бави глумом, у почетку аматерски, а убрзо и професионално. На професионалну сцену ступио је 1902. у нишком Синђелићу (касније Народно позориште у Нишу). Играо је затим у трупи Љубомира Рајчића Чврге, да би 1908. добио ангажман у Народном позоришту у Београду. На београдској сцени није се дуго задржао, али је остварио неколико улога. После Народног позоришта поново је играо у трупама Михаила Лазића Чичка и Симе Бунића.
Једно време, током 1910. године, боравио је и у Крушевцу, а затим је, исте године, отишао у Сремску Митровицу, где се оженио младом Крушевљанком Живком Тодоровић (касније Живка Срдановић), коју је такође увео у свет глуме. Супружници Јосиф и Живка Срдановић добили су сина Растка.
Наредних година супружници наступају по разним сценама широм Србије и Војводине, све до почетка Првог светског рата.

## Први светски рат
У Првом светском рату, током 2016. године, Јосиф је био у избеглиштву на Корзици, где је наступао у једном српском војничком и заробљеничком позоришту у Ајачу.
Током Првог светског рата позоришта у Србији и Војводини нису радила четири године, а позоришни живот пренео се ван граница Србије, на Крф и Корзику, на Солунски фронт, у Бугарску, Мађарску, Аустроугарску, Француску и Африку. Многи српски глумци, као војни обвезници, повукли су се са српском војском у изгнанство. Други су, као војни заробљеници или као грађани, одведени у разне заробљеничке логоре. И једни и други су, најчешће у сарадњи с даровитим аматерима, оснивали су војничка и заробљеничка позоришта од којих су нека радила током целог трајања рата.

## Македонско народно позориште
Године 1919. године, одмах по завршетку рата, Јосиф и Живка Срдановић добијају ангажман у новооснованом Народном позоришту краљ Александар Први у Скопљу, чији је управник био Бранислав Нушић. На македонској сцени Јосиф је провео своје најбоље године као глумац и редитељ. На комеморативној конференцији, која је 21. јануара 1938. одржана у Македонском народном позоришту поводом смрти Бранислава Нушића, играна је Нушићева комедија Покојник у режији Јосифа Срдановића.

### Неке од улога у МНП
- Др Ото Сидлер, адвокат (Код Белог коња, Густав Каделбург и Оскар Блументал)
- Марио Каварадоси, сликар (Тоска, Викторијен Сарду)
- Октав (Господин Алфонс, Александар Дима Син)
- Џенаро (Лукреција Борџија, Виктор Иго)

### Неке режије у МНП
- Покојник (Бранислав Нушић)
- Сеоска лола (Еде Тот)
- На поселу (Д. Александров и Старицкин)
- Ајша (Светозар Ћоровић)
- Војни бегунац (Еде Сиглигети)
- Пигалова улица (А. Бисон)

## Народно позориште у Нишу
По избијању Другог светског рата глумачки и брачни пар Срдановић одлази у Ниш, где добијају ангажман у Градском повлашћеном позоришту (данашње Народно позориште у Нишу) и ту остају до пензионисања. Јосиф је умро у Нишу, 1955. године. Његова супруга Живка по пензионисању се преселила у Кикинду, где је и умрла, 1984. године.

### Неке режије
- Зона Замфирова (Стеван Сремац)
- Покојник (Б. Нушић)
- Коштана (Бора Станковић)
- Свет (Б. Нушић)
- Ивкова слава (С. Сремац)
- Породица Бло (Љубинка Бобић)
- Сумњиво лице (Б. Нушић)
- Несуђени зетови (Славомир Настасијевић)
- Моји ђетићи (Јован Гец и Владимир Мијушковић)
- Јубилеј (Момчило Милошевић)
- Врачара Божана (С. Настасијевић)
- Каплар Милоје (Филип Диманоар и Адолф Денери, у адаптацији Б. Нушића)
- Два цванцика (Милован Глишић)
- Зла жена (Јован Стерија Поповић)
- Звонар Богородичине цркве (Виктор Иго)[1]